# Новак, Анатолий Юльевич
 Анатолий Юльевич Новак (1909, Чита, Российская империя — 1969, Киев, СССР) — советский военачальник, гвардии генерал-майор (02.11.1944).

## Биография
Родился в 1909 году в городе Чита. Учился в Новосибирском сельскохозяйственном техникуме, работал подручным слесаря на электростанции. В 1930 году вступил в ВКП(б).
В 1931 году поступил на службу в РККА, став курсантом Саратовского бронетанкового училища. С 1932 года по окончании училища лейтенант Новак служил в танковых войсках. С 1934 года служил в 4-й механизированной бригаде помощником командира подразделения по технической части.
С октября 1936 года по май 1937 года участвовал в Гражданской войне в Испании, был адъютантом командира танковой бригады, заместителем командира группы, помощником начальника штаба танковой бригады, командиром роты броневиков. За боевые отличия в Испании был награждён орденом Красного Знамени.
С 1937 года капитан Новак — преподаватель в Саратовском бронетанковом училище. С 1940 года назначен помощником командира танкового полка.
В Великой Отечественной войне с октября 1941 года, служил в техническом отделе Брянского и Воронежского фронта, был заместителем командира, а с 1 апреля 1942 года по 15 ноября 1943 года — командиром 116-й танковой бригады.

Поворот в своей судьбе и военной карьере Новак сделал, как говорится в одном из бабелевских рассказов, «собственноручно». В 1941 году, во время тяжелых боев под Орлом против танков Гудериана, Новак инспектировал техническую часть танковой бригады. Он находился на командном пункте, когда на его глазах погиб командир бригады, были ранены и увезены в госпиталь заместитель командира и начальник штаба. Как старший по званию Новак самочинно принял на себя командование. На неоднократные требования своего фронтового начальства вернуться в штаб Новак отвечал одним и тем же текстом: «Не могу покинуть бригаду, оставшуюся без командования». Бригада в эти дни хорошо себя показала в боях, и командование в конце концов сдалось: поступил приказ о назначении Новака командиром бригады.— ПЕТР ГОРЕЛИК. Воспоминания. Публикация Татьяны Волохонской и Никиты Елисеева. Опубликовано в журнале: "Звезда" №11. 2015 г.

С ноября 1943 года и до конца войны полковник, с ноября 1944 года генерал-майор танковых войск Новак был командующим бронетанковыми и механизированными войсками 65-й армии. В боях был дважды ранен.
В Гомельско-Речицкой операции войска армии освободили ряд населенных пунктов на территории Белоруссии, в том числе во взаимодействии с 1-м гвардейским танковым корпусом и 48-й армией к концу ноября вышли на рубеж Березины, южнее Паричи, Гамза, где перешли к обороне. В январе — феврале 1944 года в ходе Калинковичско-Мозырской операции во взаимодействии с 61-й армией нанесли поражение противнику в районе Озаричи и улучшили свое оперативное положение. В Бобруйской операции её соединения совместно с 48-й армией и другими силами фронта окружили и разгромили 40-тысячную группировку немецкой 9-й армии и освободили города Осиповичи (28 июня) и Бобруйск (29 июня). Развивая наступление на барановичском направлении, армия во взаимодействии с 48-й и 28-й армиями освободила Барановичи (8 июля). В последующем форсировала реку Щара, во взаимодействии с 1-м гвардейским танковым корпусом и фронтовой конно-механизированной группой освободила город Слоним (10 июля) и в середине июля вышла на рубеж южнее Свислочь, Пружаны. В ходе Люблин-Брестской операции армия во взаимодействии с 48-й и 28-й армиями нанесла поражение части сил немецкой 2-й армии севернее Бреста и в конце июля вышла на реку Западный Буг. Продолжая наступление, её войска в августе форсировали Западный Буг, а в начале сентября вышли на реку Нарев и захватили плацдарм в районе Сероцка. С 19 ноября 1944 года армия входила в состав 2-го Белорусского фронта, в составе которого принимала участие в Млавско-Эльбингской и Восточно-Померанской стратегической операциях 1945 года. Свой боевой путь 65-я армия завершила участием в Берлинской стратегической наступательной операции, в ходе которой форсировала Одер (Одра) южнее Штеттина (Щецин) и, развивая наступление в направлении Фридланд, Деммин, вышла на побережье Балтийского моря севернее город Росток.
За время войны Новак был двенадцать раз упомянут в благодарственных в приказах верховного главнокомандующего.
После окончания войны продолжал службу в вооруженных силах. Окончил Военную академию им. Фрунзе и основной курс Высшей военной академии Генштаба. В 1965 году в звании генерал-майора танковых войск вышел в отставку.
Проживал в городе Киеве. Умер 25 июля 1969 года.

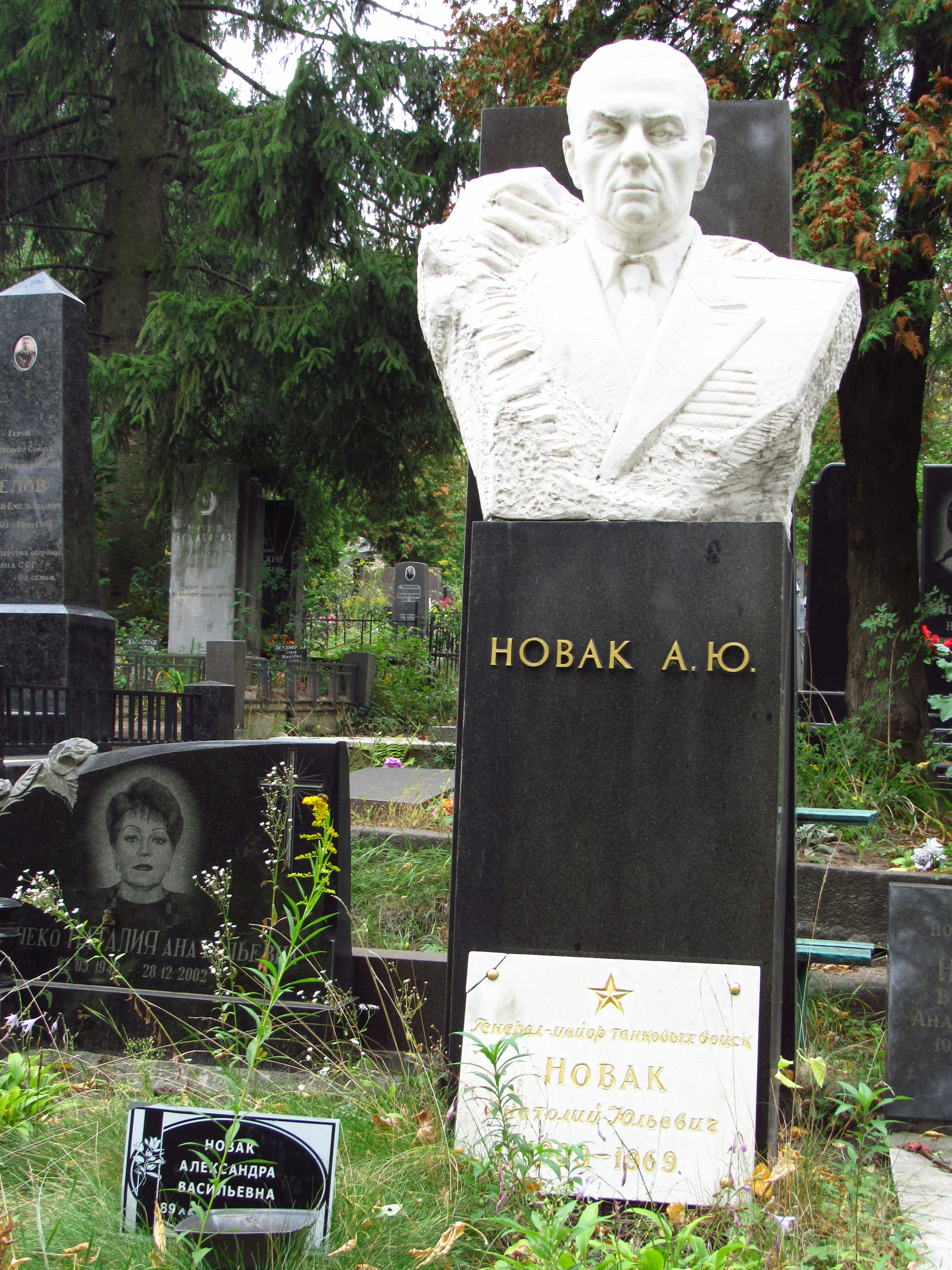
Могила А.Ю. Новака

## Награды
- орден Ленина (30 декабря 1956[5])
- три ордена Красного Знамени (1937, 4 февраля 1943[6], 19 ноября 1951[5])
- орден Кутузова II степени (23 июля 1944)[7]
- два ордена Богдана Хмельницкого II степени
  - 10 апреля 1945[8]
  - 29 мая[9] или 31 мая 1945 — за умелое и мужественное руководство боевыми операциями и за достигнутые в результате этих операций успехи в боях с немецко-фашистскими захватчиками[10]
- орден Отечественной войны I степени (3 июня 1944[11], 10 января 1944[12])
- орден Красной Звезды (5 ноября 1946)[5]

медали в том числе:
- - «За боевые заслуги» (3 ноября 1944)[5]
  - «За победу над Германией в Великой Отечественной войне 1941—1945 гг.» (1945)
  - «За освобождение Варшавы» (1945)

Приказы (благодарности) Верховного Главнокомандующего в которых отмечен А. Ю. Новак.
- За форсирование реки Друть и прорыв сильной, глубоко эшелонированной обороны противника на фронте протяжением 30 километров и продвижение в глубину до 12 километров, а также захват более 100 населенных пунктов, среди которых Ректа, Озеране, Веричев, Заполье, Заболотье, Кнышевичи, Моисеевка, Мушичи, и блокирование железной дороги Бобруйск — Лунинец в районе ст. Мошна, Черные Броды. 25 июня 1944 года № 118.
- За прорыв на двух плацдармах на западном берегу реки Нарев, севернее Варшавы, глубоко эшелонированной обороны противника, и овладение сильными опорными пунктами обороны немцев городами Макув, Пултуск, Цеханув, Нове-Място, Насельск. 17 января 1945 года. № 224.
- За овладение городами Гнев (Меве) и Старогард (Прейсиш Старгард) — важными опорными пунктами обороны немцев на подступах к Данцигу. 7 марта 1945 года. № 294.
- За овладение городом и крепостью Гданьск (Данциг) — важнейшим портом и первоклассной военно-морской базой немцев на Балтийском море. 30 марта 1945 года. № 319.
- За форсирование Одера южнее Штеттина, прорыв сильно укрепленной обороны немцев на западном берегу Одера и овладение главным городом Померании и крупным морским портом Штеттин, а также овладение городами Гартц, Пенкун, Казеков, Шведт. 26 апреля 1945 года. № 344.
- За овладение городами Эггезин, Торгелов, Пазевальк, Штрасбург, Темплин — важными опорными пунктами обороны немцев в Западной Померании. 28 апреля 1945 года. № 350.
- За овладение городами и важными узлами дорог Анклам, Фридланд, Нойбранденбург, Лихен и вступили на территорию провинции Мекленбург. 29 апреля 1945 года. № 351.
- За овладение городами Грайфсвальд, Трептов, Нойштрелитц, Фюрстенберг, Гранзее — важными узлами дорог в северо-западной части Померании и в Мекленбурге. 30 апреля 1945 года. № 352.
- За овладение городами Штральзунд, Гриммен, Деммин, Мальхин, Варен, Везенберг — важными узлами дорог и сильными опорными пунктами обороны немцев. 1 мая 1945 года. № 354
- За овладение городами Росток, Варнемюнде — крупными портами и важными военно-морскими базами немцев на Балтийском море и овладение городами Рибнитц, Марлов, Лааге, Тетерев, Миров. 2 мая 1945 года. № 358.
- За овладение городами Барт, Бад-Доберан, Нойбуков, Варин, Виттенберге и за соединение на линии Висмар — Виттенберге с союзными нам английскими войсками. 3 мая 1945 года. № 360.
- За форсирование пролива Штральзундерфарвассер, полное овладение островом Рюген и городами Берген, Гарц, Путбус, Засснитц находящимися на нём. 6 мая 1945 года. № 363.

Других государств
- орден «Крест Грюнвальда» III степени (ПНР, 1945)
- медаль «За Варшаву 1939—1945» (ПНР, (1945)
- Медаль «За Одер, Нейсе, Балтику» (ПНР, (1945)

## Память
- Имя воина увековечено в Главном Храме Вооружённых сил России и на мемориале «Дорога памяти»[13].